# ییری اسلاویچک
ییری اسلاویچک (چکی: Jiří Slavíček; ۳۱ ژوئیهٔ ۱۹۰۱ – ۱۸ اوت ۱۹۵۷) تدوینگر، فیلمنامه‌نویس و کارگردان اهل جمهوری چک بود. او پسر نقاش آنتونین اسلاویچک و برادر یان اسلاویچک است. وی بین سال‌های ۱۹۳۳ تا ۱۹۵۳ میلادی فعالیت می‌کرد.